# Luzonichthys microlepis
Luzonichthys microlepis är en fiskart som först beskrevs av Smith, 1955.  Luzonichthys microlepis ingår i släktet Luzonichthys och familjen havsabborrfiskar. Inga underarter finns listade i Catalogue of Life.